# Дудипта
Дудипта (на руски: Дудыпта) е река в Азиатската част на Русия, Северен Сибир, Красноярски край, Таймирски (Долгано-Ненецки) автономен окръг, десен приток на река Пясина. Дължината ѝ е 687 km, която ѝ отрежда 101-во място по дължина сред реките на Русия.
Река Дудипта води началото си от северозападния ъгъл на езерото Макар (9,36 km2), разположено в централната част на Северосибирската низина, 53 m н.в., в централната част на Таймирския (Долгано-Ненецки) автономен окръг, Красноярски край. По цялото си протежение река Дудипта тече в югозападна посока по изключително заблатени и необитаеми тундрови райони, със стотици меандри, през централната част на Северосибирската низина. Влива се отдясно в река Пясина, при нейния 674 km, на 15 m н.в., до малкото селище Крести.
Водосборният басейн на Дудипта има площ от 33,1 хил. km2, което представлява 18,19% от водосборния басейн на река Пясина и обхваща централните части на Таймирския (Долгано-Ненецки) автономен окръг, Красноярски край. В басейна на реката има няколко хиляди малки езера. Басейнът на реката изцяло е разположен в зоната на вечната замръзналост, мощността на която в района достига до 500 m.
Границите на водосборния басейн на реката са следните:
- на север – водосборния басейн на река Таймира, вливаща се в Карско море;
- на изток и югоизток – водосборния басейн на река Хатанга, вливаща се в море Лаптеви;
- на югозапад и северозапад – водосборните басейни на малки и къси реки, десни притоци на Пясина.

Река Дудипта получава над 30 притока с дължина над 15 km, като 7 от тях са дължина над 100 km.
- 334 ← Голяма Тундрова 137 / 341
- 244 → Каменна 117 / 1120
- 232 ← Тундрова 126 / 552
- 135 → Авам 115 / 17230
- 130 ← Батайка 141 / 1620
- 96 ← Угарная 124 / 2140
- 71 → Кистиктях 175 / 4590

Подхранването на реката е смесено, като преобладава снежното (60%). Пълноводието на Дудипта продължава от юни до октомври. Змръзва в края на септември, а се размразява в началото на юни.
Реката протича през почти безлюдни райони и по нейното течение няма населени места, с изключение на малкото село Крести в устието на реката.
Дудипта е плавателна на 150 km от устието си през юли и август. Поради безлюдните райони, през които тече реката и липсата на промишлени предприятия водата в Дудипта е изключително чиста и в нея обитават множество видови риби, а през лятото по бреговете ѝ гнездят стотици хиляди прелетни птици.
Река Дудипта е открита, проследена и описана по цялото си протежение през октомври 1739 г. от руския топограф Василий Медведев, участник в експедицията на руския морски офицер Харитон Лаптев. През 1843 г. руския географ Александър Мидендорф по време на експедицията му на полуостров Таймир извършва първото сравнително точно картиране на цялото течение на реката.